# The Seven Cities of Gold
The Seven Cities of Gold (oft abgekürzt zu 7COG oder Seven Cities) ist ein vom US-amerikanischen Entwicklerstudio Ozark Softscape unter der Federführung Dan Buntens kreiertes Computer-Strategiespiel, das 1984 von Electronic Arts in Nordamerika veröffentlicht wurde. In Westeuropa wurde das Spiel von Ariolasoft vertrieben. Seven Cities of Gold wurde ursprünglich auf dem 8-Bit-Heimcomputer Atari 800 entwickelt und spielt im Zeitalter der Entdeckungen im späten 15. bzw. frühen 16. Jahrhundert. Die Hauptaufgabe des Spielers besteht im Entdecken, Erforschen, Missionieren und Erobern eines unbekannten Kontinents in der westlichen Hemisphäre nach dem historischen Vorbild der spanischen Konquistadoren.
Die ins Spielgeschehen integrierte Karten-Engine, die einen für damalige Verhältnisse außergewöhnlich großen, zweidimensionalen Spielplan generiert, gilt als bedeutender Fortschritt in der Geschichte der Computerspiele. Viele der in Seven Cities of Gold erstmals verwendeten Spielelemente beeinflussten die Entwicklung weiterer Open-World-Strategiespiele mit befahrbarer Landkarte. Mit insgesamt 150.000 verkauften Exemplaren war Seven Cities of Gold aber auch ein kommerziell erfolgreicher Titel und Buntens meistverkauftes Werk.

## Titel
Der Titel des Spiels geht auf die bis in den heutigen US-Bundesstaat Kansas im Mittleren Westen führende Coronado-Expedition (1540–1542) sowie den iberoamerikanischen Mythos der „Sieben goldenen Städte von Cibola“ zurück, der ähnlich wie die Legenden vom im Amazonasgebiet vermuteten Goldland Eldorado oder dem Jungbrunnen im frühen 16. Jahrhundert viele Abenteurer nach Spanisch-Amerika lockte. Mit der von Dan Bunten und seinem Bruder Bill initiierten Wahl dieses Titels wurde beim mit diesem Mythos sowie dem Verlauf der Coronado-Expedition vertrauten US-amerikanischen Publikum die Erwartung einer abenteuerlichen, in unbekannte Territorien führenden Schatzsuche erzeugt.

## Gameplay
Das Gameplay umfasst mit den in beschleunigter Echtzeit monatsweise ablaufenden Jahren 1492 bis 1540 die Gründungsphase des Spanischen Weltreichs. Mit 48 Jahren entspricht die Spielzeit damit ungefähr der damaligen durchschnittlichen aktiven Lebensspanne eines erwachsenen Menschen. Räumlich weist Seven Cities of Gold drei voneinander klar getrennte Handlungsbereiche auf, die in der Forschungsliteratur als „Hafensequenz“, „Dorfsequenz“ und „Expeditionssequenz“ bezeichnet werden. Letztere bildet das raumzeitliche Zentrum des Spiels und verlangt dem Spieler fortlaufend das Treffen singulärer Entscheidungen ab, während die beiden anderen Handlungsbereiche eher überraschungsarm gestaltet sind und immer wieder sehr ähnliche Handlungsabläufe mit sich wiederholenden Entscheidungssituationen aufweisen.
Mit dem Segen des spanischen Königshauses muss sich der Spieler zuerst in der Hafensequenz um die Ausrüstung, Verpflegung und Besatzung seines Schiffes kümmern, bevor er in die Neue Welt aufbrechen kann. In Spanien lassen sich dazu verschiedene in seitlicher 2D-Ansicht dargestellte Gebäude besuchen. Von rechts nach links das Zuhause des Spielers, der Palast, ein Pub, das Ausrüstungshaus und schließlich am Hafen das Flaggschiff.
Mit dem Auslaufen beginnt die Expeditionssequenz. Die Ansicht wechselt auf einen Blick von oben auf die Karte. Nach Überqueren des Atlantiks beginnt der Spieler mit der Erkundung der Küste und betritt dann erstmals das neu entdeckte Land. Dort gilt es Missionsstationen und Forts zu errichten, Kontakt mit den Ureinwohnern aufzunehmen und Reichtümer durch Handel oder Eroberung zu sammeln. Je nach Erfolg winkt bei der Rückkehr in die Alte Welt eine Beförderung und es stehen größere Mittel für die nächste Überfahrt zur Verfügung. Das Spiel ermöglicht, die spielbare Karte vollständig aufzudecken und schließlich vom spanischen Hof zum Gouverneur oder sogar zum Vizekönig der neuen Welt ernannt zu werden. Es gibt aber weder ein klares Spielende noch einen starr vorgeschriebenen Ablauf. Dem Spieler bleibt selbst überlassen, ob er sich in der Dorfsequenz, die jeweils mit dem Besuch indigener Siedlungen beginnt, lieber vorsichtig durch die Ureinwohner hindurch auf den Häuptling zubewegen und mit ihm friedlichen Handel treiben, oder aggressiv einmarschieren, die aufgebrachte Bevölkerung niedermetzeln und deren Vorräte plündern möchte.
Als Besonderheit von The Seven Cities of Gold galt damals die Weiterentwicklung der Spielfigur mit fortschreitendem Spielverlauf und die Möglichkeit, sich zum Spielbeginn statt einer dem amerikanischen Kontinent nachgebildeten Karte auch eine neue zufällige Landkarte erzeugen zu lassen. Im Gegensatz zu anderen Spielen mit vorprogrammierten Spielfeldern, ermöglichte The Seven Cities of Gold immer wieder eine „Neue Welt“ zu entdecken, ohne dass ein in vorherigen Spielen gesammeltes Wissen über die Lage von Schätzen oder entscheidenden Orten einen Vorteil einbringt.

## Versionen und Portierungen
Entwickelt wurde das Spiel 1984 für den Atari 800. Als Portierung war es aber schon kurz nach seiner Veröffentlichung auch für Apple II und Commodore 64 verfügbar. Im darauf folgenden Jahr erschien es für die Heimcomputer Commodore Amiga und Apple Macintosh sowie als Boot-Version für IBM-kompatible PC. Gegenüber der Atari-Originalversion gab es bei den Portierungen kleine Unterschiede, die durch die Fähigkeiten der jeweiligen Zielsysteme begründet waren.
1993 brachte Ozark Software mit Unterstützung von SEGA Interactive Development Division eine gänzlich neu entwickelte Commemorative Edition mit höher aufgelöster Grafik und musikalischer Untermalung für DOS heraus. Bis Anfang 2014 ist diese mit Unterstützung der Online-Community auf GOG.com für aktuelle Betriebssysteme Windows und Mac OS angepasst worden und seitdem als Download-Version wieder erhältlich.

## Rezeption
Das auf weitere damals gängige Hardwareplattformen mit 8-Bit- bzw. 16-Bit-Architektur portierte, mehrfach preisgekrönte Spiel wurde in der deutsch- und englischsprachigen Fachpresse durchgehend positiv bewertet. Seven Cities of Gold gilt heutzutage aufgrund seiner innovativen Spielmechanik und seines Vorbildcharakters für nachfolgende Strategiespiele als Computerspiel-Klassiker. Ein im Jahr 1993 erschienenes Remake konnte jedoch weder hinsichtlich des Gameplays noch kommerziell an den großen Erfolg des Vorbilds anknüpfen.
Die deutsche Happy Computer lobte die „intelligente Gestaltung“ des Spiels sowie die im Stil einer Abenteuergeschichte geschriebene Anleitung. Seven Cities of Gold motiviere durch sein Spielprinzip zum mehrfachen Durchspielen, werde aber nach zehn bis zwanzig Durchgängen repetitiv.
Das Originalspiel wurde 1985 durch die amerikanische Zeitschrift Computer Gaming World als Strategy Game of the Year (Strategiespiel des Jahres) ausgezeichnet. Die Commemorative Edition für DOS gewann den Origins Award für Best Military or Strategy Computer Game of 1993 (bestes militärisches oder strategisches Computerspiel 1993).
Im Jahr 1996 wertete Computer Gaming World das Spiel auf Rang 61 der besten 150 Spiele aller Zeiten.
Das Remake erntete in Europa deutliche Kritik. Die deutsche Zeitschrift Power Play befand die Grafik als zu schlicht und die Benutzerführung ohne Maus-Unterstützung antiquiert. PC Player wertete den Spielablauf gar als stupid und war sich mit der französischen Tilt darüber einig, dass die Musik nervtötend sei und man sich besser nur mit der Erinnerung an das Original begnügen sollte.